# Suha klima
Suha klima je vruća klima koja obilježava pustinje i stepe. Rasprostranjena je po svim dijelovima svijeta, a postoje dvije vrste suhih klima. To su:
1. Pustinjska klima
2. Stepska klima

## Obilježja suhe klime
U suhoj klimi ljeta su vruća, a zime tople. Slična je tropskoj klimi, no od tropske klime jedino se razlikuje po količini padalinama. Suha klima ima malo padalina, pogotovo pustinjska klima. U suhoj klimi ljeti su temperature do 40-45 stupnjeva, a zimi nisu manje od 15 stupnjeva. Srednja temperatura u suhoj klimi iznosi 22-25 stupnjeva. U suhoj klimi rastu biljne zajednice stepe i neki kaktusi.

## Pustinjska klima
Pustinjska klima nalazi se gdje se nalazi pustinja. U pustinjskoj klimi pretežito rastu razni kaktusi jer imaju mogućnost pohranjivanja velike količine vode u sebi. Kada je velika vrućina patuljasta sova sakriva se pod hladne grane kaktusa Saguara. Pustinjska klima ima jako malo padalina te je zbog toga nepogodna za naseljavanje.

## Stepska klima
Stepska klima najćešće se prostire u Europi. Ona ima malo padalina, no više od pustinjske klime. U njoj rastu biljne zajednice stepe. Stepe su biljne zajednice niske trave i rijetkog drveća.

## Poveznice
- Köppenova klasifikacija klime
- Pustinja
- Saharska klima
- Aridna klima